# Hella de Jonge
Hella Elisabeth de Jonge-Asser (Den Haag, 21 april 1949) is een Nederlandse kunstenares.

## Privéleven
Hella de Jonge is de jongste dochter uit het huwelijk van Eli Asser en Eefje Croiset. Ze is getrouwd met cabaretier Freek de Jonge.
Vanwege de vele ruzies van haar ouders weigerde ze te eten. Toen ze weer ging eten moest ze toen ze 17 was het ouderlijk huis verlaten.

## Loopbaan
De Jonge is beeldhouwster en schrijfster. Zij volgde haar kunstopleiding aan de Gerrit Rietveld Academie te Amsterdam. Na het basisjaar volgde ze de studierichting edelsmeden. Later voegde zij daar de specialisatie keramiek aan toe. Ze kreeg privéles van Madeleen Brinkman en exposeerde haar werk in diverse galeries en op de kunstbeurs pAn te Amsterdam. Ze is verantwoordelijk voor veel van de grafische aankleding, de decor- en kostuumontwerpen en voor de muzikale omlijsting van de solovoorstellingen van haar man. Zij was op jonge leeftijd professioneel danseres en had kortstondig een modewinkeltje in Amsterdam.
De Jonge publiceerde in 2006 het autobiografische boek Los van de Wereld. In dit boek wordt het leven van een tweede generatie Joods kind en de daarmee gepaard gaande problemen op openhartige wijze beschreven. De tegenstelling tussen de uiterlijk zo vrolijke tekstschrijver en scenarist Eli Asser en de werkelijke gezinssituatie van twee ouders met een onderduikverleden is volgens De Jonge groot. In 2012 verscheen het vervolg Spring.
In 2014 maakte De Jonge de documentaire Verlies niet de moed, waarin ze de oorlogsgeschiedenis van haar familie onderzocht aan de hand van een briefje dat haar grootmoeder, die omkwam in Auschwitz, achterliet. Voor de film interviewt ze onder anderen haar vader.
Tijdens de coronapandemie ging zij schilderen. In 2024 exposeerde ze haar schilderijen in de Kunstkerk in Dordrecht.

## Filmografie
- Verlies niet de moed, 2014